# Acourtia
Acourtia je biljni rod iz porodice glavočika. Postoji osamdesetak priznatih vrsta. Rod je raširen po jugu i jugozapadu SAD–a i Srednjoj i Antilskoj Americi.

## Vrste
1. Acourtia bravohollisiana Rzed.
2. Acourtia butandae L.Cabrera
3. Acourtia caltepecana B.L.Turner
4. Acourtia carpholepis (A.Gray) Reveal & R.M.King
5. Acourtia carranzae L.Cabrera
6. Acourtia ciprianoi Panero & Villaseñor
7. Acourtia cordata (Cerv.) B.L.Turner
8. Acourtia coulteri (A.Gray) Reveal & R.M.King
9. Acourtia cuernavacana (B.L.Rob. & Greenm.) Reveal & R.M.King
10. Acourtia dieringeri L.Cabrera
11. Acourtia discolor Rzed.
12. Acourtia dissiticeps (Bacig.) Reveal & R.M.King
13. Acourtia dugesii (A.Gray) Reveal & R.M.King
14. Acourtia durangensis B.L.Turner
15. Acourtia elizabethiae Rzed. & Calderón
16. Acourtia erioloma (S.F.Blake) Reveal & R.M.King
17. Acourtia fragrans Rzed.
18. Acourtia fruticosa (La Llave & Lex.) B.L.Turner
19. Acourtia gentryi L.Cabrera
20. Acourtia glandulifera (D.L.Nash) B.L.Turner
21. Acourtia glomeriflora (A.Gray) Reveal & R.M.King
22. Acourtia gracilis L.Cabrera
23. Acourtia grandifolia (S.Watson) Reveal & R.M.King
24. Acourtia guatemalensis B.L.Turner
25. Acourtia hidalgoana B.L.Turner
26. Acourtia hintoniorum B.L.Turner
27. Acourtia hondurana B.L.Turner
28. Acourtia hooveri (McVaugh) Reveal & R.M.King
29. Acourtia huajuapana B.L.Turner
30. Acourtia humboldtii (Less.) B.L.Turner
31. Acourtia intermedia L.Cabrera
32. Acourtia joaquinensis L.Cabrera
33. Acourtia lepidopoda (B.L.Rob.) Reveal & R.M.King
34. Acourtia lobulata (Bacig.) Reveal & R.M.King
35. Acourtia longifolia (S.F.Blake) Reveal & R.M.King
36. Acourtia lozanoi (Greenm.) Reveal & R.M.King
37. Acourtia macrocephala Sch.Bip.
38. Acourtia macvaughii B.L.Turner
39. Acourtia matudae Rzed.
40. Acourtia mexiae L.Cabrera
41. Acourtia mexicana (D.Don) H.Rob.
42. Acourtia michoacana (B.L.Rob.) Reveal & R.M.King
43. Acourtia microcephala DC.
44. Acourtia moctezumae Rzed. & Calderón
45. Acourtia molinana B.L.Turner
46. Acourtia moschata DC.
47. Acourtia nana (A.Gray) Reveal & R.M.King
48. Acourtia nelsonii (B.L.Rob.) Reveal & R.M.King
49. Acourtia nudicaulis (A.Gray) B.L.Turner
50. Acourtia nudiuscula (B.L.Rob.) B.L.Turner
51. Acourtia oaxacana L.Cabrera
52. Acourtia ovatifolia L.Cabrera
53. Acourtia oxylepis (A.Gray) Reveal & R.M.King
54. Acourtia palmeri (S.Watson) Reveal & R.M.King
55. Acourtia parryi (A.Gray) Reveal & R.M.King
56. Acourtia patens (A.Gray) Reveal & R.M.King
57. Acourtia pilulosa (Bacig.) B.L.Turner
58. Acourtia pinetorum (Brandegee) Reveal & R.M.King
59. Acourtia platyphylla (A.Gray) Reveal & R.M.King
60. Acourtia platyptera (B.L.Rob.) Reveal & R.M.King
61. Acourtia potosina L.Cabrera
62. Acourtia pringlei (B.L.Rob. & Greenm.) Reveal & R.M.King
63. Acourtia pulchella L.Cabrera
64. Acourtia purpusii (Brandegee) Reveal & R.M.King
65. Acourtia reticulata (Lag. ex D.Don) Reveal & R.M.King
66. Acourtia runcinata (D.Don) B.L.Turner
67. Acourtia rzedowskii B.L.Turner
68. Acourtia scapiformis (Bacig.) B.L.Turner
69. Acourtia scaposa (S.F.Blake) B.L.Turner
70. Acourtia simulata (S.F.Blake) Reveal & R.M.King
71. Acourtia sinaloana B.L.Turner
72. Acourtia souleana B.L.Turner
73. Acourtia tenoriensis B.L.Turner
74. Acourtia thurberi (A.Gray) Reveal & R.M.King
75. Acourtia tomentosa (Brandegee) Reveal & R.M.King
76. Acourtia turbinata (La Llave & Lex.) Reveal & R.M.King
77. Acourtia umbratalis (B.L.Rob. & Greenm.) B.L.Turner
78. Acourtia venturae L.Cabrera
79. Acourtia wislizeni (A.Gray) Reveal & R.M.King
80. Acourtia wrightii (A.Gray) Reveal & R.M.King
81. Acourtia zacatecana B.L.Turner